# Burwardsley
Burwardsley est une paroisse civile et un village du Cheshire, en Angleterre.